# Bolwolk

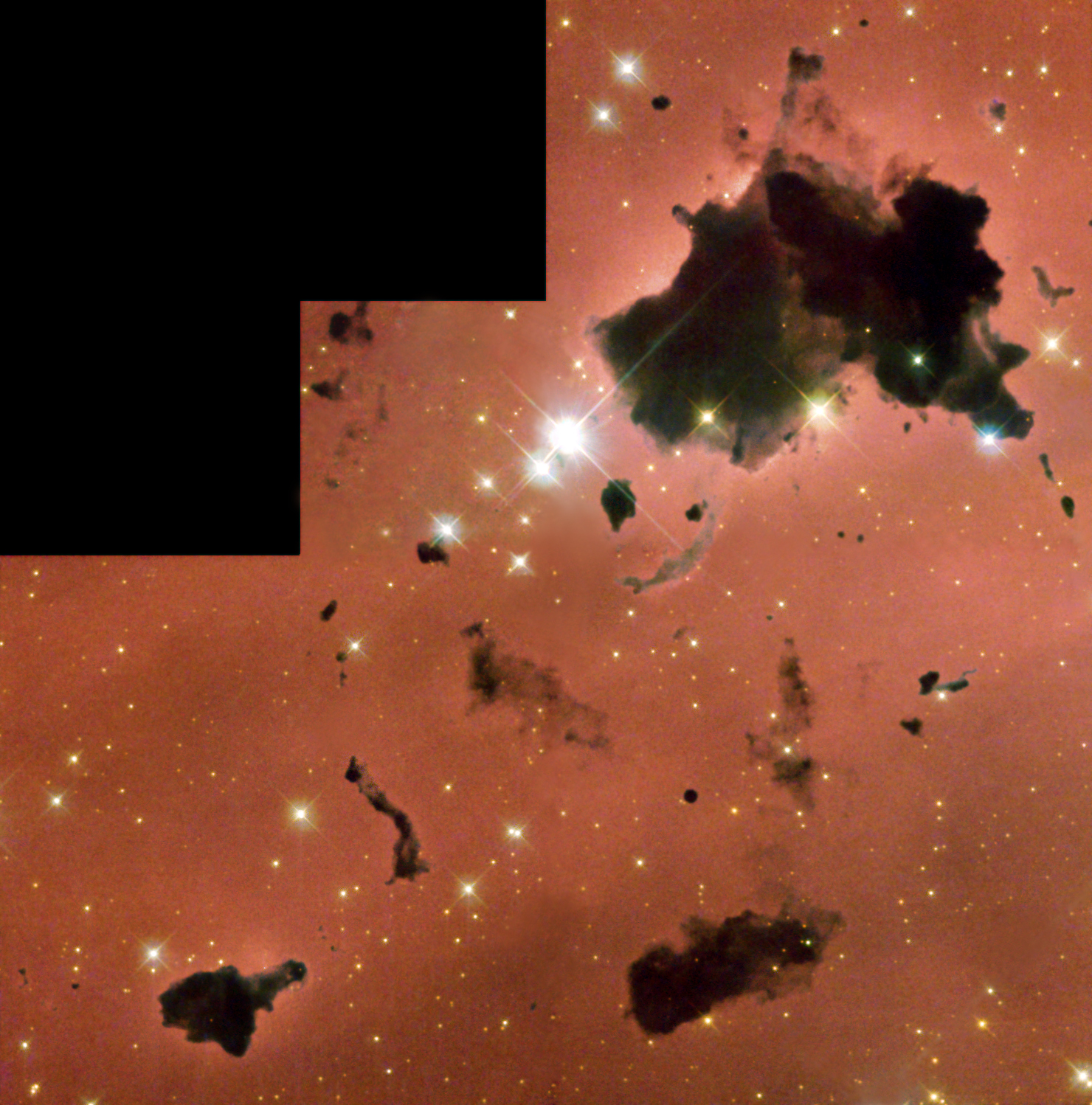
Een opname van bolwolken in het H-II-gebied IC 2944, genomen met de WFPC2 op de Hubble-ruimtetelescoop

Een bolwolk of (Bok)globule is een donkere, dichte wolk van stof en gas waar stervorming plaatsvindt. Bolwolken worden vaak aangetroffen nabij H-II-gebieden (ze zijn beter te zien tegen een heldere achtergrond omdat het stof de achtergrondstraling absorbeert) en hebben een massa van zo'n 10 tot 50 zonnemassa's verspreid over een gebied van ongeveer een lichtjaar in doorsnede. Ze bevatten moleculaire waterstof (H2), koolstofmonoxide (CO) en helium (en vele andere moleculen), en ongeveer 1 massaprocent uit silicaten bestaand stof. Bolwolken leiden in de meeste gevallen tot de vorming van dubbele of meervoudige sterren.
Bolwolken werden het eerst waargenomen door de astronoom Bart Jan Bok in de jaren 40 van de 20e eeuw. In een publicatie uit 1947 speculeerden Bok en Edith F. Reilly dat deze wolken 'cocons' waren die een zwaartekrachtimplosie ondergingen om nieuwe sterren te vormen waaruit sterrenhopen geboren worden. Deze hypothese was moeilijk te verifiëren omdat het zeer lastig waar te nemen is wat zich binnen in de dichte donkere wolk die alle zichtbaar licht absorbeert afspeelt. Een analyse van observaties in het infrarood die in 1990 gepubliceerd werd bevestigde dat in bolwolken sterren werden geboren.
Verdere observaties hebben laten zien dat sommige bolwolken warme bronnen herbergen; sommige bevatten Herbig-Haro objecten, en sommige vertonen gasuitstromen. Studies van moleculaire (H2CO en CS) emissielijnen met golflengtes van ongeveer een mm hebben ook bewijs aangeleverd voor het invallen van materiaal op een aanwassende protoster.
Bolwolken zijn aantrekkelijke objecten om stervorming te bestuderen vanwege hun kleine afmetingen, regelmatigheid en isolatie. Met name kleine wolken zijn aantrekkelijk omdat de massa op enkele plaatsen gecondenseerd is en de afwezigheid van supersonische gasstromen.